# Лимфоидные клетки врождённого иммунитета
Лимфо́идные кле́тки врождённого иммуните́та (англ. Innate lymphoid cell, ILC) — группа клеток врождённого иммунитета, которые происходят от общего лимфоидного предшественника. При повреждении тканей из-за проникновения патогенов ILC регулируют клетки врождённого и адаптивного иммунитета, секретируя цитокины. Как правило, ILC локализуются в тканях, как лимфоидных, так и нелимфоидных, и редко выявляются в крови. Особенно многочисленны ILC в слизистых. От других иммунных клеток ILC можно отличить по характерной лимфоидной морфологии, отсутствию антигенных рецепторов, подобных T- и B-клеточным рецепторам, а также наличию фенотипических маркеров, присущих дендритным клеткам или клеткам миелоидного ряда.
На основании различий между путями развития, фенотипами и профилю продуцируемых цитокинов ILC были подразделяют на 5 групп: естественные киллеры (NK-клетки), ILC1, ILC2, ILC3 и клетки-индукторы лимфоидной ткани (англ. lymphoid tissue inducer (LTi) cells). Функции ILC не ограничиваются работой иммунитета: они также задействованы в поддержании тканевого гомеостаза, морфогенезе, восстановлении после повреждений и регенерации. По многим функциям ILC схожи с T-клетками, и их предложено рассматривать как аналогов T-клеток во врождённом иммунитете. Нарушения в работе ILC ассоциированы с такими патологиями иммунной системы, как аллергия, бронхиальная астма и аутоиммунные заболевания.

## Классификация
Развитие ILC запускается за счёт активации ряда транскрипционных факторов, которая происходит в ответ на присутствие в окружении клетки цитокинов, лигандов Notch, а также под действием циркадных ритмов. Зрелые ILC секретируют цитокины. В зависимости от транскрипционных факторов, запускающих развитие ILC, а также спектра секретируемых цитокинов эти клетки подразделяют на пять групп: естественные киллеры (NK-клетки), ILC1, ILC2, ILC3 и клетки-индукторы лимфоидной ткани (англ. lymphoid tissue inducer (LTi) cells).

### NK-клетки и ILC1
ILC I группы, или ILC1, по многим своим свойствам похожи на NK-клетки, с чем были связаны сложности в их правильной классификации. Важнейшим цитокином, продуцируемым обеими группами клеток, является интерферон γ (IFN-γ), и для его продукции необходим транскрипционный фактор T-bet. И ILC1, и NK-клетки вырабатывают IFN-γ при повышении уровня цитокинов IL-15 или IL-12, которое происходит в результате инфекции или повреждения. Кроме того, обе группы клеток при стимуляции секретируют не только IFN-γ, но и TGFβ1. Высвобождение IFN-γ стимулирует макрофаги и другие мононуклеарные фагоциты, что способствует реализации их противомикробных функций, а также запускает перестройку внеклеточного матрикса и кишечного эпителия. Однако, между ILC1 и NK-клетками существует важные различия. В то время как NK-клетки обладают выраженными цитотоксическими свойствами и циркулируют по кровотоку, убивая злокачественные и инфицированные вирусом клетки, ILC1 — тканерезидентные клетки со слабыми или полностью отсутствующими цитотоксическими свойствами, которые вовлечены с борьбу вирусными и некоторыми бактериальными инфекциями. Различия между ILC1 и NK-клетками касаются и транскрипционных факторов. Хотя в развитии клеток обоих типов участвует T-bet, для развития ILC1 он совершенно необходим, а развитие NK-клеток может протекать и в его отсутствие. Однако для развития NK-клеток необходим транскрипционный фактор Eomes, в то время как развитие ILC1 не зависит от него. Зрелые NK-клетки, таким образом, имеют фенотип Tbet+Eomes+, а ILC1 — Tbet+Eomes-.
ILC1 и NK-клетки объединяет экспрессия некоторых фенотипических маркеров, в частности, NK1.1 у мыши и некоторые NK-клеточные рецепторы, такие как NKp44 и NKp46, у мыши и человека. По ряду других фенотипических маркеров две группы клеток различаются. Так, у человека ILC1 экспрессируют CD127, который отсутствует на NK-клетках. Кроме того, ILC1 не экспрессируют NKp80, маркёр NK-клеток у человека. У мышей NK-клетки отличаются от ILC1 по экспрессии CD200R. Стоит отметить, что экспрессия указанных маркёров или её отсутствие могут изменяться в зависимости от тканевой локализации NK-клеток и ILC1, а также после инфекции, поэтому граница между NK-клетками и ILC1 остаётся нечёткой. Например, хотя большинство ILC1 экспрессирует CD127, этот маркёр отсутствует у ILC1, локализующихся в слюнных железах, причем эти клетки также экспрессируют Eomes, характерный для NK-клеток.
Так как NK-клетки экспрессируют гранзим и перфорин, их считают аналогами CD8+ T-клеток во врождённом иммунитете. ILC1 же рассматриваются как аналоги T-хелперов во врождённом иммунитете, поскольку они секретируют IFN-γ, но не обладают цитотоксическими свойствами.

### ILC2
ILC2 — тканерезидентные иммунные клетки, участвующие во врождённой защите от паразитов, в частности, гельминтов, за счёт восстановления повреждённой ткани. ILC2 многочисленны в коже, лёгких, печени и пищеварительном тракте. Эти клетки характеризуются продукцией амфирегулина и характерного спектра цитокинов, в числе которых IL-4, IL-5 и IL-13, и их продукция запускается под действием цитокинов IL-25, TSLP и IL-33. По спектру выделяемых цитокинов ILC2 считают аналогами T-хелперов группы Th2.
ILC2 несут характерные поверхностные маркёры и рецепторы хемокинов, которые необходимы для распространения по разным тканям. У человека ILC2 экспрессируют CRTH2, KLRG1, SST2, CD161 и CD25. У мышей ILC2 экспрессируют CD44, но не CD161. Для развития ILC2 необходим IL-7, который активирует транскрипционные факторы RORα и GATA3. GATA3, кроме того, необходим для поддержания функции ILC2, и его ингибирование подавляет развитие и функции этих клеток.
Хотя группа ILC2 считается гомогенной, её можно подразделить на популяцию натуральных ILC2 (nILC2) и воспалительных ILC2 (iILC2), которые отвечают на цитокины IL-33 и IL-25 соответственно. nILC2 реагируют на IL-33 в тканях с нормальным иммунным статусом, а iILC2 отвечают на IL-25, который выделяется при гельминтной инвазии. nILC2s экспрессируют Thy1 и ST2 на несколько повышенном, а KLRG1 — пониженном уровне. iILC2, напротив, экспрессируют больше KLRG1 и меньше Thy1 и ST2. Помимо указанных двух популяций выделяют популяцию ILC210, и входящие в неё клетки характеризуются способностью к продукции IL-10.

### ILC3
Клетки группы ILC3 участвуют во врождённом ответе на бактериальное и грибковое заражение. Они играют важную роль в обеспечении гомеостаза кишечных бактерий и в регуляции работы T-хелперов популяции Th17. У взрослого человека ILC3 локализуются преимущественно в собственной пластинке кишечника и миндалинах, но также встречаются в селезёнке, эндометрии, децидуальной оболочке и коже.
Развитие и функционирование ILC3 зависит от транскрипционного фактора RORγt. Сигналы, свидетельствующие о проникновении патогенов, а также IL-1β и IL-23 запускают экспрессию RORγt в ILC3. Важнейшим цитокином из вырабатываемых ILC3 является IL-22, задействованный в поддержании гомеостаза кишечника. В зависимости от стимулов, поступающих из окружающей среды, ILC3 могут вырабатывать такие цитокины, как IL-17, IL-22, IFN-γ и GM-CSF.
Среди ILC3 выделяют подгруппу клеток, экспрессирующих NK-клеточный рецептор NKp44 (у мыши — NKp46) (NCR+), и не экспрессирующих его (NCR-). NRC+ ILC3 многочисленны в кишечнике и миндалинах, где являются единственным источником IL-22. Некоторые ILC3 экспрессируют другие маркёры NK-клеток, такие как NKp30 и CD56. NRC- ILC3 продуцируют преимущественно IL-17A и IL-17F, в некоторых условиях ещё и IL-22. При повышении уровня экспрессии T-bet NCR- ILC3 могут экспрессироваться в NCR+. Несмотря на то, что ILC3 могут экспрессировать некоторые маркёры NK-клеток, они значительно отличаются по путям развития и эффекторным функциям.

### Клетки-индукторы лимфоидной ткани
Клетки-индукторы лимфоидной ткани выделяют в связи с их необычной траекторией развития, хотя иногда их включают в состав ILC3 из-за множества общих характеристик. Подобно ILC3, LTi зависимы от RORγt. Они участвуют в формировании вторичных лимфоузлов и Пейеровых бляшек, способствуя развитию лимфоидной ткани с помощью лимфотоксина, который входит в суперсемейство TNF. LTi играют важную роль в развитии иммунной системы как в период эмбрионального развития, так и во взрослом состоянии, и потому они присутствуют в органах и тканях ещё во время эмбрионального развития. Они выполняют основополагающие задачи во время формирования первичной и вторичной лимфоидной тканей, регулируя адаптивный иммунный ответ и поддерживая структурную организацию вторичной лимфоидной ткани.
Дифференцировке LTi способствуют ретиноевая кислота, CXCL13, RANK-L и цитокины IL-1B, IL-23 и IL-6. LTi экспрессируют c- Kit, CCR6, CD25, CD127 и CD90, могут экспрессировать CD4, но не экспрессируют никаких NK-клеточных рецепторов. Маркёром LTi у человека и мыши может служить экспрессия OX40L. Подобно ILC3, активированные LTi продуцируют преимущественно IL-17A, IL-17F и IL-22.
Через сигнальные пути лимфотоксина α4β7 и RANK-L LTi запускают экспрессию AIRE, благодаря чему начинается дифференцировка эпителиальных клеток эмбрионального тимуса. Кроме того, в новосформированных лимфоузлах LTi способствуют выживанию CD4+ T-клеток памяти, что может иметь большое значение для формирования ответа на вакцинацию. В этом процессе задействованы члены суперсемейства TNF OX40L и CD30L.